# Salon de Tanedaへようこそ♪
『Salon de Tanedaへようこそ♪』(さろん ど たねだへようこそ♪)は、2020年7月12日から音泉で配信されている音泉プレミアム会員限定のインターネットラジオ番組。パーソナリティは種田梨沙。Twitterでの公式推奨ハッシュタグは「#たねちゃんねる」。

## 概要
『Salon de Tanedaへようこそ♪』は、好きなものや気になるものなどについて、パーソナリティの種田梨沙がのんびりとトークしていく番組である。2020年6月28日配信の特別番組『音泉特番生放送 鷲崎・藤田がイカれた情報を紹介するぜ』内で番組開始が発表され、種田の誕生日である2020年7月12日に第1回の配信が始まった。それ以降は月に1～2回程度、不定期で配信されている。
番組コンセプトはサロンで、お茶とお茶菓子を楽しみながらのトークが恒例となっている。トークテーマとしては、種田が出演した作品やイベントの話のほか、近況や今ハマっているものの話、リスナーから募集したオススメの他番組の話、ふつおたなど、様々な話題が取りあげられる。
第7回アニラジアワード(2020・2021年度)にて、「BEST COMFORT RADIO 癒しラジオ賞」と「BEST SOLO RADIO ひとりラジオ賞」にノミネートされ、「BEST SOLO RADIO ひとりラジオ賞」を受賞した。

## コーナー

### 通常コーナー
・ふつおた 
パーソナリティへのメッセージや質問などを送るコーナー。テーマメールを募集することもある。また、音泉で配信されている他番組の情報を募集する通称「スパイメール」も紹介している。
 ・"き"になる！話のタネBOX 
話のタネになるようなトークテーマを送るコーナー。「話のタネBOX」からテーマを引き、そのテーマについてトークする。

### 特別コーナー
・私とたねちゃんねる 
第13回(2021年7月26日配信)の特別コーナー。番組開始1周年を記念して、この番組に関する思い出や番組の楽しみ方を募集した。
 ・年末テーマメール 
第34回(2022年12月26日配信)の特別コーナー。趣味や嗜好など、リスナーが癖に目覚めたきっかけを募集した。

## ゲスト
ゲスト回の頻度が比較的高いことが当番組の特徴の一つであり、イベントやラジオ等での共演は少ないもののプライベートでは仲が良い声優を呼ぶことが多いという。話題としては、共演作や共通の趣味、プライベートの思い出などがあがる。具体的なゲストや登場回は以下の表を参照(イベントゲストについては「イベント」欄に記載している)。
|      | 回     | 配信開始日 | ゲスト            |
| ---- | ------ | ---------- | ----------------- |
| 2020 | 第3回  | 9月28日    | 三上枝織          |
| 2021 | 第8回  | 2月22日    | 藤堂真衣          |
| 2021 | 第10回 | 4月26日    | 山岡ゆり          |
| 2021 | 第12回 | 6月28日    | 土師亜文          |
| 2021 | 第14回 | 8月30日    | 田中真奈美        |
| 2021 | 第17回 | 11月15日   | 三上枝織          |
| 2021 | 第18回 | 11月29日   | 山岡ゆり          |
| 2022 | 第20回 | 1月31日    | 葉山いくみ        |
| 2022 | 第21回 | 2月28日    | 髙橋ミナミ        |
| 2022 | 第23回 | 4月25日    | 大西沙織          |
| 2022 | 第25回 | 6月13日    | 深川芹亜          |
| 2022 | 第27回 | 7月25日    | 諏訪彩花 西明日香 |
| 2022 | 第30回 | 10月31日   | 葉山いくみ        |
| 2023 | 第36回 | 1月30日    | 高橋美佳子        |
| 2023 | 第39回 | 3月27日    | 内山夕実          |
| 2023 | 第41回 | 4月24日    | 田中美海          |
| 2023 | 第43回 | 5月29日    | 渡部優衣          |
| 2023 | 第46回 | 7月17日    | 茅原実里          |
| 2023 | 第48回 | 8月21日    | 南早紀            |
| 2023 | 第50回 | 9月25日    | 村瀬歩            |
| 2023 | 第53回 | 11月20日   | 田野アサミ        |
| 2023 | 第55回 | 12月25日   | 野崎あき子        |
| 2024 | 第57回 | 1月29日    | 津田美波          |
| 2024 | 第59回 | 2月26日    | 洲崎綾            |
| 2024 | 第62回 | 4月29日    | 工藤晴香          |
| 2024 | 第64回 | 5月27日    | 河瀬茉希          |
| 2024 | 第69回 | 8月12日    | 日高里菜          |
| 2024 | 第72回 | 9月30日    | 東山奈央          |
| 2024 | 第74回 | 10月28日   | 石見舞菜香        |
| 2024 | 第76回 | 11月25日   | 藤井ゆきよ        |
| 2025 | 第80回 | 1月27日    | 田中真奈美        |
| 2025 | 第82回 | 2月24日    | 本渡楓            |
| 2025 | 第84回 | 3月24日    | 大久保瑠美        |
| 2025 | 第86回 | 4月28日    | 新田恵海          |
| 2025 | 第88回 | 5月26日    | 井口裕香          |
| 2025 | 第90回 | 6月23日    | 戸田めぐみ        |

なお、ゲスト回以外にもボイスメッセージが届くことがある。例えば、第13回(2021年7月26日配信)には、第12回までにゲスト出演した4名(三上・藤堂・山岡・土師)から、誕生日を祝うボイスメッセージが届いた。また、第45回(2023年7月3日配信)では、2023年6月24日開催の『【音泉祭り2023夏】ONSEN NEXT STAGE』では紹介しきれなかった東山奈央からのボイスメッセージが、ノーカットで公開された。

## グッズ
2025年7月現在、19種類のグッズが発売されている。
|      | 商品名                                                             | 発売日   | 概要 |
| ---- | ------------------------------------------------------------------ | -------- | --- |
| 2021 | Salon de Tanedaへようこそ♪ マグカップ                              | 1月9日   | 番組の初グッズ。白地のマグカップで、種田梨沙デザインのイラストがプリントされている。 |
| 2021 | Salon de Tanedaへようこそ♪ 紅茶缶                                  | 5月14日  | 番組グッズ第2弾。水色の紅茶缶で、種田梨沙デザインのイラストがプリントされている。アールグレイのティーバッグが入っている。 |
| 2022 | Salon de Tanedaへようこそ♪ DJCD                                    | 1月15日  | 番組初のDJCD。三上枝織と山岡ゆりがプロデュースした全20ページのミニ写真集ブックレットと、新規で録りおろした特別ラジオCDが入っている。 |
| 2022 | Salon de Tanedaへようこそ♪ マグカップブロマイドセット              | 8月17日  | 番組マグカップ第2弾。マグカップは黒地で、種田デザインのイラストがプリントされている。ブロマイドにはDJCDの秘蔵画像を用いている。 |
| 2022 | Salon de Tanedaへようこそ♪ 紅茶缶ブロマイドセット                  | 8月17日  | 番組紅茶缶第2弾。紅茶缶は、銀色の缶に種田デザインのイラストがプリントされており、中にイングリッシュブレックファーストティーが入っている。ブロマイドにはDJCDの秘蔵画像を用いている。                                                                             |
| 2023 | Salon de Tanedaへようこそ♪ Salon in Book                           | 1月14日  | 番組初のパンフレット。葉山いくみと髙橋ミナミと撮影した全24ページのパンフレットと、新規で録りおろした特別ラジオCDが入っている。 |
| 2023 | Salon de Tanedaへようこそ♪ ロングTシャツ                           | 2月16日  | 長袖のTシャツ。黒地に種田デザインのイラストがプリントされている。パンフレットの秘蔵画像を用いたブロマイドが付属している。 |
| 2023 | Salon de Tanedaへようこそ♪ラジオCD Vol.1                           | 2月16日  | 番組のアーカイブCD。第1回から第12回までのアーカイブ音源と、特別に録り下ろした番組が収録されている。パンフレットの秘蔵画像を用いたブロマイドが付属している。 |
| 2023 | 番組タイトル入り多機能ボールペン～Salon de Tanedaへようこそ♪～     | 8月30日  | 番組タイトルがあしらわれた水色の多機能ボールペン。シャープペンシルと、黒・赤・青・緑のボールペンが搭載されている。 |
| 2023 | Salon de Tanedaへようこそ♪ 紅茶缶ブロマイドセット Ver.3            | 8月30日  | 番組紅茶缶第3弾。紅茶缶は、銀色の缶に種田デザインのイラストがプリントされており、中にはバラやエルダーフラワー、カモミール、金木犀の花々が散りばめられたノンカフェインのセイロンティーが入っている。ブロマイドにはこれまでのグッズ制作時の秘蔵画像を用いている。 |
| 2023 | Blu-ray Salon de Tanedaへようこそ♪ ゆりちゃんと女子旅！in 奈良～！ | 10月28日 | 本番組初の映像商品。種田と山岡ゆりが奈良県を旅した様子が収録されている。 |
| 2023 | Salon de Tanedaへようこそ♪ オリジナルトートバッグ                  | 10月28日 | アイボリーのトートバッグで、種田デザインのイラストがプリントされている。ブロマイドが付属している。 |
| 2023 | Salon de Tanedaへようこそ♪ オリジナルブロマイドファイル            | 10月28日 | クリアブルーのブロマイドファイル。種田デザインのイラストがプリントされており、端をゴムで留めることができる。ブロマイドが付属している。 |
| 2024 | Salon de Tanedaへようこそ♪ オリジナルTシャツ2024                   | 7月13日  | 番組Tシャツ第2弾。黒地の半袖Tシャツで、種田梨沙デザインのイラストがプリントされている。 |
| 2024 | Salon de Tanedaへようこそ♪ テーマソングCD                          | 10月30日 | 番組テーマソングを収録したCD。番組のOPとEDが収録されている。 |
| 2025 | Salon de Tanedaへようこそ♪ 紅茶缶ver4ブロマイドセット              | 2月9日   | 番組紅茶缶第4弾。紅茶缶は、銀色の缶に種田デザインのイラストがプリントされており、中には玄米茶が入っている。ブロマイドにはテーマソングCDのジャケット撮影時の秘蔵画像を用いている。                                                                               |
| 2025 | Salon de Tanedaへようこそ♪ マグカップver3ブロマイドセット          | 2月9日   | 番組マグカップ第3弾。マグカップは紺地で、種田デザインのイラストがプリントされている。ブロマイドにはテーマソングCDの秘蔵画像を用いている。 |
| 2025 | Salon de Tanedaへようこそ♪ Birthday Book 2025                      | 7月12日  | 番組初のバースデーブック。新規撮りおろし写真が満載の一品で、(比較的真面目で王道な)質問をリスナーから募集して回答したQ&Aコーナーも設けられている。 |
| 2025 | Salon de Tanedaへようこそ♪ラジオCD Vol.2                           | 7月12日  | 番組のアーカイブCD。第13回から第24回までのアーカイブ音源と、特別に録り下ろした番組が収録されている。 |

## イベント・コラボ

### イベント
・第7回(2020・2021年度)アニラジアワード授賞式 
2022年3月14日開催。当番組が「BEST SOLO RADIO ひとりラジオ賞」を受賞し、トロフィーが授与された。また、種田が内山夕実とパーソナリティを務める『夕実＆梨沙のラフストーリーは突然に』も「BEST FEMALE RADIO 最優秀女性ラジオ賞」と「RADIO OF THE YEAR 最優秀ラジオ大賞」を受賞したため、種田はそちらの番組パーソナリティとしても登壇した。

 ・音泉祭り 2022夏～PREMIUM～ 
2022年7月24日開催。髙橋ミナミをゲストに迎え、クイズコーナーやトークコーナー、ファッションショーコーナー等に登壇した。イベント内で、DJCD第2弾の制作と公開録音イベントの開催が発表された。

 ・Salon de Tanedaへようこそ♪ 公開録音 
2023年2月11日開催。科学技術館サイエンスホールにて、昼の部は大西沙織、夜の部は佐倉綾音をゲストに迎え、ラジオの公開録音を行った。

 ・【音泉祭り2023夏】ちゃやまち推しフェスティバル！推しアニラジフェス～Salon de Tanedaへようこそ♪スペシャルステージ～ 
2023年6月10日開催。MBS本社M館1階「ちゃプラステージ」にて、小泉萌香をゲストに迎えたトークイベントを行った。

 ・【音泉祭り2023夏】ONSEN NEXT STAGE 
2023年6月24日開催。カルッツかわさきにて、推しプレゼンコーナーやすごろくクイズコーナー、ゲームコーナー等に登壇した。すごろくクイズコーナーでは、佐藤日向とチームを組んで勝利し、京都ロケの権利をゲットした。このロケの映像は、2023年11月27日に番組ホームページで公開された。また、イベントの最後に、2023年10月28日に番組単独イベントを開催することが発表された。

 ・Salon de Tanedaへようこそ♪ 秋のティーパーティー2023 
2023年10月28日開催。東京総合美容専門学校マルチホールにて、昼の部は本渡楓、夜の部は東山奈央をゲストに迎え、トークイベントを行った。

 ・Salon de Tanedaへようこそ♪ BIRTHDAY PARTY / SUMMER NIGHT PARTY 
2024年7月13日開催。浜離宮朝日ホール小ホールにて、昼の部は野崎あき子をMCに、夜の部は西明日香をゲストに迎え、トークイベントを行った。また、イベント内で番組テーマソングの発売が発表された。

 ・音泉祭り2024～アニラジといえば、音泉だね！～ 
2024年9月7日開催。立川ステージガーデンにて、トークコーナーやゲームコーナー等に登壇した。ゲームコーナーでは、南早紀とチームを組んだ。また、番組テーマソングを初披露した。さらに、イベントの最後に、2025年2月9日に番組単独イベントを開催することが発表された。

 ・たねちゃんねるブロマイドお渡し会 
2024年10月20日開催。秋葉原エンタスにて、番組テーマソングCDを購入してイベントに応募したものの中から、当選者を対象にブロマイドのお渡し会を実施した。

 ・Salon de Tanedaへようこそ♪ Winter Party 2025 
2025年2月9日開催。科学技術館サイエンスホールにて、昼の部は水瀬いのり、夜の部は茅野愛衣をゲストに迎え、イベントを行った。また、イベント第一部にて、2025年7月12日に番組単独イベントを開催することが発表された。

 ・Salon de Tanedaへようこそ♪ Birthday Party 2025/ Summernight Party 2025 
2025年7月12日開催。浜離宮朝日ホール小ホールにて、昼の部は野崎あき子をMCに、夜の部は雨宮天をゲストに迎え、トークイベントを行った。

### コラボ
・超！アニメディア × 音泉 コラボ 
超！アニメディアと＜音泉＞のコラボ企画に参加した。コラボ参加番組として受けた取材の内容が、番組紹介記事として超！アニメディアにて掲載されている。

 ・音泉 × スイーツパラダイス ＜音泉＞コラボカフェ 
＜音泉＞とスイーツパラダイスのコラボ企画に参加した。コラボ参加番組のパーソナリティが考案したメニューが、スイーツパラダイスの一部店舗にて期間限定で提供された。本番組のコラボメニューは、第一弾コラボでは紅茶パフェとホットティー、第二弾コラボでは奈良漬け付きお茶漬けとホットティーver.2であった。コラボメニューを購入すると、番組のオリジナルコースターが特典としてもらえた。

### 注
1. ↑  第6回(2020年12月28日配信)では愚痴やお悩み相談を、第7回(2021年1月29日配信)では推しジャンルを募集した(2022年12月現在)。
2. ↑  好評につき、第35回(2023年1月16日配信)でも募集した。
3. ↑  番組初の動画回。アニラジアワードでひとりラジオ賞を受賞したご褒美として、アフタヌーンティーセットが二人にプレゼントされた。
4. ↑  特別ラジオのゲストは三上と山岡。
5. 1 2  2022年7月24日開催の『音泉祭り 2022夏～PREMIUM～』で先行販売。
6. ↑  2022年12月20日～2023年1月8日にAKIHABARAゲーマーズ本店で開催された『<音泉>ウインターフェア2022 in GAMERS』にて先行販売された。
7. ↑  特別ラジオのゲストは葉山と髙橋。
8. 1 2  2023年2月11日開催の『Salon de Tanedaへようこそ♪ 公開録音』で先行販売。
9. 1 2  2023年6月24日開催の『【音泉祭り2023夏】ONSEN NEXT STAGE』で先行販売。
10. 1 2 3  2023年10月28日開催の『Salon de Tanedaへようこそ♪ 秋のティーパーティー2023』で先行販売。
11. ↑  2024年9月7日開催の『音泉祭り2024～アニラジといえば、音泉だね！～』で先行販売。

### 出所
1. ↑  @onsenradio (28 June 2020). “「＜音泉＞夏の新番組はなんと21番組！」”. X（旧Twitter）より2022年3月18日閲覧.
2. 1 2 3  “「『新世界より』『アイドルマスターミリオンライブ！』や自らの休業にも触れるーラジオ『Salon de Tanedaへようこそ♪』は種田梨沙がネガティブな部分も出せる場所」”.   『超！アニメディア』 (2022年4月26日). 2022年4月26日閲覧。
3. 1 2  “「アニラジアワード公式HP」”.   『アニラジアワード』. 2022年3月18日閲覧。
4. ↑  “「『ゲストやリスナーのみんなと一緒に獲った賞です』第7回アニラジアワード『ひとりラジオ賞』を受賞した種田梨沙にインタビュー」”.   『超！アニメディア』 (2022年4月25日). 2022年4月25日閲覧。
5. ↑  “「トピックス(2020年11月30日更新)- Salon de Tanedaへようこそ♪公式HP」”.   『インターネットラジオステーション<音泉>』 (2020年11月30日). 2022年3月18日閲覧。
6. ↑  “「トピックス(2020年12月28日更新)- Salon de Tanedaへようこそ♪公式HP」”.   『インターネットラジオステーション<音泉>』 (2020年12月28日). 2022年3月18日閲覧。
7. ↑  @onsenradio (28 September 2020). “「#種田梨沙 さん☕『Salon de Tanedaへようこそ♪』第３回配信📻」”. X（旧Twitter）より2023年6月10日閲覧.
8. ↑  @onsenradio (4 February 2021). “「『Salon de Tanedaへようこそ♪』第8回！」”. X（旧Twitter）より2023年6月10日閲覧.
9. ↑  @onsenradio (26 April 2021). “「#種田梨沙 さん☕『Salon de Tanedaへようこそ♪』第10回配信📻」”. X（旧Twitter）より2023年6月10日閲覧.
10. ↑  @onsenradio (28 June 2021). “「#種田梨沙 さん☕『Salon de Tanedaへようこそ♪』第12回配信📻」”. X（旧Twitter）より2023年6月10日閲覧.
11. ↑  @onsenradio (30 August 2021). “「#種田梨沙 さん☕『Salon de Tanedaへようこそ♪』第14回配信📻」”. X（旧Twitter）より2023年6月10日閲覧.
12. ↑  @onsenradio (15 November 2021). “「#種田梨沙 さん☕『Salon de Tanedaへようこそ♪』第17回配信📻」”. X（旧Twitter）より2023年6月10日閲覧.
13. ↑  @onsenradio (29 November 2021). “「#種田梨沙 さん☕『Salon de Tanedaへようこそ♪』第18回配信📻」”. X（旧Twitter）より2023年6月10日閲覧.
14. ↑  @onsenradio (31 January 2022). “「#種田梨沙 さん☕『Salon de Tanedaへようこそ♪』第20回配信📻」”. X（旧Twitter）より2023年6月10日閲覧.
15. ↑  @onsenradio (28 February 2022). “「#種田梨沙 さん☕『Salon de Tanedaへようこそ♪』第21回配信📻」”. X（旧Twitter）より2023年6月11日閲覧.
16. ↑  @onsenradio (25 April 2022). “「#種田梨沙 さん☕『Salon de Tanedaへようこそ♪』第23回配信📻」”. X（旧Twitter）より2023年6月11日閲覧.
17. ↑  @onsenradio (13 June 2022). “「#種田梨沙 さん☕『Salon de Tanedaへようこそ♪』第25回配信📻」”. X（旧Twitter）より2023年6月11日閲覧.
18. ↑  @onsenradio (25 July 2022). “「#種田梨沙 さん☕『Salon de Tanedaへようこそ♪』第27回配信📻」”. X（旧Twitter）より2023年6月11日閲覧.
19. ↑  @onsenradio (31 October 2022). “「#種田梨沙 さん☕『Salon de Tanedaへようこそ♪』第30回配信📻」”. X（旧Twitter）より2023年6月11日閲覧.
20. ↑  @onsenradio (30 January 2023). “「#種田梨沙 さん☕『Salon de Tanedaへようこそ♪』第36回配信📻」”. X（旧Twitter）より2023年6月11日閲覧.
21. ↑  @onsenradio (27 March 2023). “「#種田梨沙 さん☕『Salon de Tanedaへようこそ♪』第39回配信📻」”. X（旧Twitter）より2023年6月11日閲覧.
22. ↑  @onsenradio (24 April 2023). “「#種田梨沙 さん☕『Salon de Tanedaへようこそ♪』第41回配信📻」”. X（旧Twitter）より2023年6月11日閲覧.
23. ↑  @onsenradio (29 May 2023). “「#種田梨沙 さん☕『Salon de Tanedaへようこそ♪』第43回配信📻」”. X（旧Twitter）より2023年6月11日閲覧.
24. ↑  @onsenradio (17 July 2023). “「#種田梨沙 さん☕『Salon de Tanedaへようこそ♪』第46回配信📻」”. X（旧Twitter）より2023年7月17日閲覧.
25. ↑  @onsenradio (21 August 2023). “「#種田梨沙 さん☕『Salon de Tanedaへようこそ♪』第48回配信📻」”. X（旧Twitter）より2023年8月21日閲覧.
26. ↑  @onsenradio (25 September 2023). “『#種田梨沙 さん☕「Salon de Tanedaへようこそ♪」第50回配信📻』”. X（旧Twitter）より2023年9月26日閲覧.
27. ↑  @onsenradio (20 November 2023). “『#種田梨沙 さん☕「Salon de Tanedaへようこそ♪」第53回配信📻』”. X（旧Twitter）より2023年11月25日閲覧.
28. ↑  @onsenradio (25 December 2023). “『#種田梨沙 さん☕「Salon de Tanedaへようこそ♪」第55回配信📻』”. X（旧Twitter）より2023年12月26日閲覧.
29. ↑  @onsenradio (29 January 2024). “「#種田梨沙 さん☕「Salon de Tanedaへようこそ♪」第57回配信📻」”. X（旧Twitter）より2024年2月8日閲覧.
30. ↑  @onsenradio (26 February 2024). “「#種田梨沙 さん☕「Salon de Tanedaへようこそ♪」第59回配信📻」”. X（旧Twitter）より2024年3月22日閲覧.
31. ↑  @onsenradio (29 April 2024). “「#種田梨沙 さん☕「Salon de Tanedaへようこそ♪」第62回配信📻」”. X（旧Twitter）より2024年6月26日閲覧.
32. ↑  @onsenradio (27 May 2024). “「#種田梨沙 さん☕「Salon de Tanedaへようこそ♪」第69回配信📻」”. X（旧Twitter）より2024年6月26日閲覧.
33. ↑  @onsenradio (12 August 2024). “「#種田梨沙 さん☕「Salon de Tanedaへようこそ♪」第64回配信📻」”. X（旧Twitter）より2024年9月10日閲覧.
34. ↑  @onsenradio (30 September 2024). “「#種田梨沙 さん☕「Salon de Tanedaへようこそ♪」第72回配信📻」”. X（旧Twitter）より2024年10月3日閲覧.
35. ↑  @onsenradio (28 October 2024). “「#種田梨沙 さん☕「Salon de Tanedaへようこそ♪」第74回配信📻」”. X（旧Twitter）より2024年10月30日閲覧.
36. ↑  @onsenradio (25 November 2024). “「#種田梨沙 さん☕「Salon de Tanedaへようこそ♪」第76回配信📻」”. X（旧Twitter）より2024年12月27日閲覧.
37. ↑  @onsenradio (27 January 2025). “「#種田梨沙 さん☕「Salon de Tanedaへようこそ♪」第80回配信📻」”. X（旧Twitter）より2025年2月2日閲覧.
38. ↑  @onsenradio (24 February 2025). “「#種田梨沙 さん☕「Salon de Tanedaへようこそ♪」第82回配信📻」”. X（旧Twitter）より2025年5月9日閲覧.
39. ↑  @onsenradio (24 March 2025). “「#種田梨沙 さん☕「Salon de Tanedaへようこそ♪」第84回配信📻」”. X（旧Twitter）より2025年5月9日閲覧.
40. ↑  @onsenradio (28 April 2025). “「#種田梨沙 さん☕「Salon de Tanedaへようこそ♪」第84回配信📻」”. X（旧Twitter）より2025年5月9日閲覧.
41. ↑  @onsenradio (26 May 2025). “「#種田梨沙 さん☕「Salon de Tanedaへようこそ♪」第88回配信📻」”. X（旧Twitter）より2025年7月27日閲覧.
42. ↑  @onsenradio (23 June 2025). “「#種田梨沙 さん☕「Salon de Tanedaへようこそ♪」第90回配信📻」”. X（旧Twitter）より2025年7月27日閲覧.
43. ↑  “「商品情報 - Salon de Tanedaへようこそ♪公式HP」”.   『インターネットラジオステーション<音泉>』. 2025年7月27日閲覧。
44. ↑  @onsenradio (19 December 2022). “「#音泉 ポップアップショップ開催🎉」”. X（旧Twitter）より2023年1月19日閲覧.
45. ↑  “「音泉祭り2022 特設サイト」”.   『インターネットラジオステーション<音泉>』. 2022年7月1日閲覧。
46. ↑  “「イベント・生放送- Salon de Tanedaへようこそ♪公式HP」”.   『インターネットラジオステーション<音泉>』. 2023年2月11日閲覧。
47. ↑  “「ステージイベント - ちゃやまち推しフェスティバル公式HP」”.   『MBS』. 2023年6月10日閲覧。
48. ↑  “「STAGE - 音泉祭り2023 特設サイト」”.   『インターネットラジオステーション音泉』. 2023年6月26日閲覧。
49. ↑  “「イベント・生放送- Salon de Tanedaへようこそ♪公式HP」”.   『インターネットラジオステーション<音泉>』. 2023年10月28日閲覧。
50. ↑  “「トピックス- Salon de Tanedaへようこそ♪公式HP」”.   『インターネットラジオステーション<音泉>』. 2024年9月10日閲覧。
51. ↑  @onsenradio (5 September 2024). “「#音泉祭り 2024スケジュール」”. X（旧Twitter）より2024年9月10日閲覧.
52. ↑  @onsenradio (20 October 2024). “「#たねちゃんねる お渡し会」”. X（旧Twitter）より2024年12月27日閲覧.
53. ↑  @onsenradio (11 February 2025). “「#たねちゃんねる Winter Party2025❄️」”. X（旧Twitter）より2025年5月9日閲覧.
54. ↑  “「トピックス- Salon de Tanedaへようこそ♪公式HP」”.   『インターネットラジオステーション<音泉>』. 2025年7月27日閲覧。
55. ↑  “「ピックアップ- Salon de Tanedaへようこそ♪公式HP」”.   『インターネットラジオステーション<音泉>』. 2023年10月28日閲覧。
56. ↑  “「お知らせ- 音泉インフォメーション」”.   『インターネットラジオステーション<音泉>』. 2023年10月28日閲覧。